# غيرترود بيل
غيرترود بيل (بالإنجليزية: Gertrude Bell) هي غيرترود مارغريت لوثيان بيل (مواليد 25 ربيع الأول 1285هـ/ 12 يوليو1868)، (الوفاة 2 محرم 1345هـ /12 يوليو 1926)، باحثة ومستكشفة وعالمة آثار بريطانية عملت في العراق مستشارة للمندوب السامي البريطاني بيرسي كوكس في عقد العشرينيات من القرن العشرين، جاءت إلى العراق في عام 1333هـ/ 1914م، ولعبت دورًا بالغ الأهمية في ترتيب أوضاعه بعد نهاية الحرب العالمية الأولى، فقد كانت بسعة علاقاتها ومعارفها وخبراتها بالعراق وأهم عون للمندوب السامي البريطاني في هندسة مستقبل العراق، ويعرفها العراقيون القدماء بلقب الخاتون، بينما يعتبرها البعض جاسوسة بريطانية.
اقترحت الآنسة بيل مع توماس إدوارد لورنس قيام مجلس تأسيسي للدولة العراقية، بهدف تنصيب الأمير فيصل بن الحسين ملكًا على العراق، ولها الفضل في تأسيس المكتبة العامة "مكتبة السلام" والمتحف العراقي، وظل المتحف حافظاً لأهم الآثار التي وجدتها والآثار العراقية البابلية القديمة والمخطوطات والتحف حتى عام 1424هـ/ 2003م، لكن سرقت وتحطمت بعض الآثار في ظل تدهور الأوضاع أثناء حرب غزو العراق، فقد نهبت وخربت الكثير من الآثار وقد أرجع البعض منها خلال الفترة ما بعد عام 1427هـ/ 2006.
كانت بيل ذات شخصية مؤثرة وشاركت مجالس سيدات المجتمع في ذلك الوقت، وكانت تنتقد أسلوب التحدث الجماعي للنسوة، كما كانت معروفة على المستوى الشعبي وهناك قصة لها مع أحد قطاع الطرق المعروف باسم ابن عبدكة وهو قاطع الطريق المشهور في مناطق شمال بغداد، عند بداية القرن العشرين، ولقد حدث أن استولى ابن عبدكة على القطار الصاعد من بغداد، والتقى «الآنسة بيل» المسؤولة الإنجليزية المعروفة التي كانت تستقل القطار، وحين عرفها أكرمها وعاملها بحفاوة، فتوسطت له، وأسقطت عنه الملاحقات القانونية، ووظفته في الدولة، ولقد زارت منطقة حائل في السعودية وأوردت مشاهداتها عنها في مذكراتها.

## وفاتها
توفيت ببغداد في تاريخ 25 ربيع الأول 1285هـ الموافق 12 يوليو 1926م بسبب تناولها جرعة زائدة من الدواء، ولا يعرف إن كانت قد قصدت الانتحار أم لا، شارك الملك فيصل الأول في تشييعها، ودفنت في مقبرة الإنجليز في باب المعظم وسط بغداد.

## روابط خارجية
- غيرترود بيل على موقع الموسوعة البريطانية (الإنجليزية)